# Diglossinae
Diglossinae es una subfamilia propuesta de aves paseriformes de la familia Thraupidae que agrupa a 65 especies —o 67, dependiendo de la clasificación adoptada— en 13 géneros (algunos monotípicos), nativas de la América tropical (Neotrópico), cuyas áreas de distribución y hábitats  se encuentran entre el sur de México, por América Central y del Sur hasta el Cabo de Hornos, y cuatro especies en remotas islas del Atlántico sur. Encuentran su mayor diversidad en altitudes andinas. Con muy pocas excepciones, las especies están prácticamente ausentes de regiones amazónicas.

## Características
Unas pocas de estas especies eran históricamente consideradas tráupidos (Oreomanes y Diglossa), otras fueron colocadas en Parulidae (Conirostrum) o en Emberizidae (el resto de los géneros). Mismo dentro de Thraupidae, las morfologías de los picos y los comportamientos de alimentación de las especies en Diglossinae son particularmente diversos. Hay nectarívoros (Diglossa), semilleros (por ejemplo Nesospiza, Sicalis, Catamenia, Haplospiza), un especialista en corteza (Oreomanes fraseri), insectívoros (Conirostrum), un especialista en bambú (Acanthidops), un nectarívoro y especialista en pulgones (Xenodacnis) y especialistas en campos de pedrejones (Idiopsar). Aunque algunas especies ocurren en tierras bajas, alrededor de 80% son más abundantes a 900 m de altitud o más, y cerca de 75% ocurren por arriba de los 2500 m.

## Taxonomía
El presente clado, como definido por Burns et al. (2014), es una de las mayores y más morfológicamente diversas subfamilias de tráupidos. No había sido previamente reconocido como un clado, debido a que ningún trabajo anterior había analisado tan ampliamente los tráupidos. La filogenia concatenada encontró un fuerte soporte para un clado conteniendo los géneros abajo listados. Los estudios demostraron —y sirvieron de base para las propuestas elaboradas por Burns, Unitt & Mason (2016)— que una de las dos especies de Diuca, D. speculifera, pertenecía a Idiopsar; que Oreomanes fraseri estaba embutida dentro de Conirostrum y que ocho de las once especies del entonces Phrygilus, que se demostró altamente polifilético, estaban distribuidas en tres grupos diferentes dentro del clado, cuatro permanecieron en ese género, dos fueron agrupadas en un género resucitado Geospizopsis y dos en un Idiopsar ampliado.

## Géneros
Según el ordenamiento propuesto, la presente subfamilia agrupa a los siguientes géneros:
- Conirostrum
- Phrygilus
- Nesospiza
- Rowettia
- Melanodera
- Sicalis
- Xenodacnis
- Idiopsar
- Geospizopsis
- Haplospiza
- Acanthidops
- Catamenia
- Diglossa